# Teoria conspirației OZN

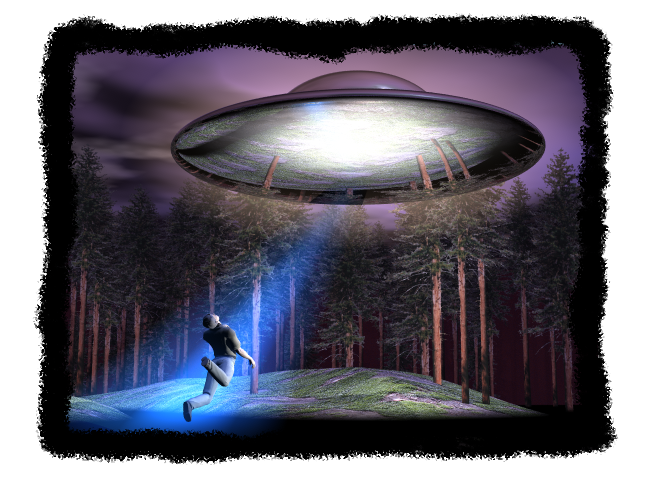

O teorie a conspirației OZN este una din numeroasele teorii conspirative care de cele mai multe ori se suprapun și care susțin că dovezile privind existența și natura obiectelor zburătoare neidentificate sunt ascunse de către diferite guverne din întreaga lume. Potrivit Comitetului sceptic de anchetă, aceste teorii sunt susținute de puține dovezi sau de niciuna, în ciuda semnificativelor cercetări pe această temă realizate de către diferite agenții științifice non-guvernamentale. Prin urmare, aceste teorii sunt considerate pseudoștiință.
Susținătorii acestor teorii afirmă de obicei că guvernele Pământului, în special Guvernul Statelor Unite, sunt în directă comunicare sau colaborare cu extratereștrii, în ciuda afirmațiilor publice contrare ale acestora. Unele dintre aceste teorii pretind că guvernul este cel care permite în mod explicit răpirile oamenilor de către extratereștri. Cercetătorii britanici au descoperit unele dovezi de suprimare a incidentelor OZN de către guverne în timpul Războiului Rece, dar nu au găsit nicio dovadă că acestea ar avea un caracter conspirativ. Motivul este atribuit dorinței guvernelor de a evita să recunoască că au fost neputincioase în găsirea unor explicații privind OZN-urile și de a evita isteria asociată cu acest fenomen.